# Плем'я Симеона
Пле́м'я Симе́она (івр. שֵׁבֶט שִׁמְעוֹן‬‬, Shevet Shim'on; лат. tribus Simeon) — одне з племен (колін) Ізраїлевих. Згідно біблійним переказом, походило від Симеона, другого сина патріарха Якова (від Лії).
Його родоначальник описується як людина надзвичайно жорстока. Разом зі своїм братом Леві він здійснив криваве винищення мешканців міста Сихем за образу від сина сихемського князя нанесену сестрі Діні (Бут. 34:25, 26). Під час приїзду братів Йосипа до Єгипту Йосип залишив Симеона як заручника і посадив його у в'язницю до часу повернення братів у Єгипет разом з улюбленим братом Веніаміном. Коліно Симеонове вело пастушачий спосіб життя в південно-західній частині Палестини і не відігравало значної ролі для історії єврейського народу, а тому поступово змішалося з сусідніми єврейськими племенами, зокрема з племенами Іуди та Веніаміна і зникло з історичної сцени. Відомою представницею цього племені у Біблії була Юдит — героїня однойменної книги.
Це покоління володіло 19 містами на південь від володінь племені Дан. У період панування Езекії вони володіли ще деякими частинами гори Сеїр.